# جاذبه‌های گردشگری عربستان سعودی
در زیر فهرستی از جاذبه‌های گردشگری کشور عربستان سعودی آورده شده‌است. این کشور در تلاش برای اصلاحات اقتصادی است تا وابستگی به نفت را کاهش دهد اما درعین‌حال کوششی است برای این که چهرهٔ تازه‌ای از خود نشان دهد.

## دهانهٔ آتشفشانی الوعبه
در صحرا، حدود ۲۵۰ کیلومتر دورتر از شهر طائف، دهانهٔ آتشفشانی بزرگ الوعبه با حوضچهٔ نمک در وسط آن قرار دارد. الوعبه در سال‌های اخیر میان کوهنوردان شهرت پیدا کرده هر چند رسیدن به آن چالش بزرگی است چون این دهانهٔ آتشفشانی نزدیک ۲۵۰ متر عمق دارد و حتی برای کوهنوردان حرفه‌ای هم دو تا سه ساعت طول می‌کشد که به پایین آن برسند و بازگردند. عربستان در ۵۰ جزیره دریای سرخ مراکز تفریحی می‌سازد

## شهر تاریخی مداین صالح شهری خاموش و نفرین‌زده در بیابان‌های عربستان
مداین صالح دومین شهر بزرگ نبطی‌ها بوده‌است، مردمانی که در عربستان قدیم و درهٔ اردن زندگی می‌کردند تا در سال ۱۰۶ میلادی این امپراطوری تحت سلطهٔ رومی‌ها قرار گرفت. اکنون در بقایای آن گورستان وسیع باستانی با ۱۳۰ قبر و محراب‌های دوران پیش از اسلام و تعدادی خانه‌های خشتی و سازه‌های خاکی وجود دارد که مکان زندگی ساکنان شهر بوده‌است. مداین صالح در سال ۲۰۰۸ در فهرست میراث جهانی یونسکو ثبت شد، اولین مکان در عربستان سعودی بود که در این فهرست جای گرفت.

## شهر تاریخی جده و دروازه مکه
یکی دیگر از مکان‌هایی که در فهرست میراث جهانی یونسکو در عربستان ثبت شده دروازهٔ مکّه است که در شهر باستانی جدّه قرار دارد. در قرن هفتم میلادی، جدّه هم بندر اصلی واقع در اقیانوس هند برای مبادلات تجاری بود و هم محل ورود زائران مسلمان که از طریق دریا خود را برای زیارت به شهر مقدس مکّه می‌رساندند.

## قلعه مصمک در ریاض
قلعهٔ مصمک (قصر المصمک‎) واقع در پایتخت عربستان، ریاض، در سال ۱۸۶۵ ساخته شد اما دلیل شهرت آن اتفاقی بود که ۳۷ سال پس از آن افتاد. در سال ۱۹۰۲، شاهزادهٔ تبعیدی عبدالعزیز بن عبدالرحمن بن فیصل آل سعود، به شهر آبا و اجدادی خود بازگشت و این قلعه را تسخیر کرد. با استقرار در مصمک، او تلاش کرد که مناطق مختلفی را در منطقه تسخیر کند و بعدها با پیوستن آنها به یکدیگر پادشاهی عربستان سعودی فعلی شکل گرفت.

## آب‌نمای ملک فهد
معروف است که آب‌نمای ملک فهد در جدّه بلندترین آب‌نمای موجود در جهان است. تخمین زده می‌شود این آب‌نما که ملک فهد آن را به شهر اهدا کرده‌است، تا ارتفاع ۲۶۰ متری، آب شور را به هوا می‌فرستد، هرچند بعضی حتی ارتفاع آن را تا ۳۰۰ متر هم تخمین زده‌اند. شب‌ها، با بیش از ۵۰۰ نورافکن آن را نورپردازی می‌کنند.

## املج (مالدیو عربستان)
سواحل شنی املج که اغلب از آن به عنوان مالدیو عربستان یاد می‌شود، در ساحل دریای سرخ قرار دارد. از ساحل دریا می‌توان کوه‌ها و آتشفشان‌های خاموش را دید و مزارع انبه را که در نزدیکی آن قرار دارد.

## هنر دوران نوسنگی در جُبّه و الشویمس
بنا بر نظر سازمان یونسکو، زمانی در کنار این صخره‌ها دریاچه‌ای وجود داشته‌است که آن را به مکان مهمی برای حضور انسان‌ها و جانوران تبدیل کرده بود.
در این مکان اجداد ما از دوران نوسنگی آثاری از خود برجای گذاشته‌اند، نقوش و کنده‌کاری‌هایی بر سطح سنگ‌های جبّه و الشویمس دیده می‌شود.
"ریاض امروزی چیزی نیست جز مراکز خرید عظیم و آسمان‌خراش‌های سربه‌فلک‌کشیده که در خیابان شاه فهد قرار دارند. برج المملکه بزرگ‌ترین آنهاست (ساختمانی با حفره‌ای در بالای آن درست مثل دربازکن). گردشگران می‌توانند برای دیدن مناظر و دورنماهای بدیع از شهر به بالای آن بروند.
"بهترین مناظر شبانه از ریاض از فراز برج فیصلیه است. از بالای این برج می‌توانید برج المملکه را ببینید که با رنگ‌های گوناگونی نورافشانی شده‌است، چون این فضا روباز است باد شدیدی در آن می‌وزد.